# Jacopo Da Riva
Jacopo Da Riva, est un footballeur professionnel italien né le 27 octobre 2000 à Montebelluna.

## Description
Son poste de prédilection est le milieu de terrain. Jacopo a évolué durant sa carrière en Italie avec le club de l'Atalanta Bergame. Il possède à son compteur un match en Serie A, contre l'Inter, en 2020, et un en Champions League contre le PSG.